# مدوخا
مدوخا أو مدوخة هي قرية وبلدية تقع على بعد 72 كيلومتراً (45 ميل) شرق بيروت في قضاء راشيا، محافظة البقاع، لبنان. سكان القرية من السنة وغالبيتهم كنديون لبنانيون، يعيش 60% منهم في لندن، أونتاريو.
مدوخا هي واحدة من أجمل القرى في قضاء راشيا في لبنان. تقع في وادي البقاع، على بعد حوالي 15 كم شمال غرب جبل حرمون، و70 كم من العاصمة بيروت، كما تقع على ارتفاع 1150 متر فوق مستوى سطح البحر. والقرى التي تحيط بها هي خربة روحا، عين عرب، البيرة، بكا، الرافد وكفر دنيس. تبلغ مساحة أراضيها حوالي (1500) هكتار، أهم الزراعات بها: الكرمة، والأشجار المثمرة، والحنطة والحبوب.
هناك من يشير إلي أن الاسم "مدوخا" يعني المطرقة، وقد يكون الاسم مجازيًا نسبة إلي قلعة أو حامية كانت فيها، من الآثار الني وجدت بها: نواويس محفورة في الصخور، وبقايا معبد روماني وعاديات مختلفة العهود وجدت في أراضيها.
لدى مدوخا بعض الوجهات الطبيعية والتاريخية. على سبيل المثال، توجد أعلى جبل مدوخا، هناك قلعة يعود تاريخها إلى ما قبل 8000 عام؛ يقال أن هناك ذهبًا تحت القلعة في انتظار شخص ما للمطالبة به. يوجد أيضًا مكان تتسرب منه المياه الجوفية لا نهاية لها، وهي آمنة ونظيفة للشرب. يبلغ عدد سكان مدوخا حوالي 3300 نسمة. ومع العمارة العصرية وبناء المنازل الجديدة، لم تفقد مدوخا صورتها التاريخية التي تمثلها المنازل القديمة.

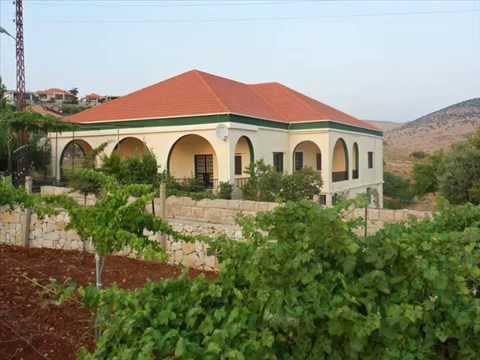

تعرف مدوخا أحيانًا بقرية القصور، فغالبية أهلها يسافرون إلي كندا  والبرازيل للعمل هناك، ويقومون بضخ أموال طائلة لبناء مساكنهم داخل القرية، والتي تأتي غالبيتها علي هيئة قصور فخمة ، يبنونها علي أمل العودة والأستقرار فيها، حيث أن الهجرة هي مصدر رزق القرية، والقليل من أهلها فضل البقاء بها والعمل بالوظائف الاجتماعية.

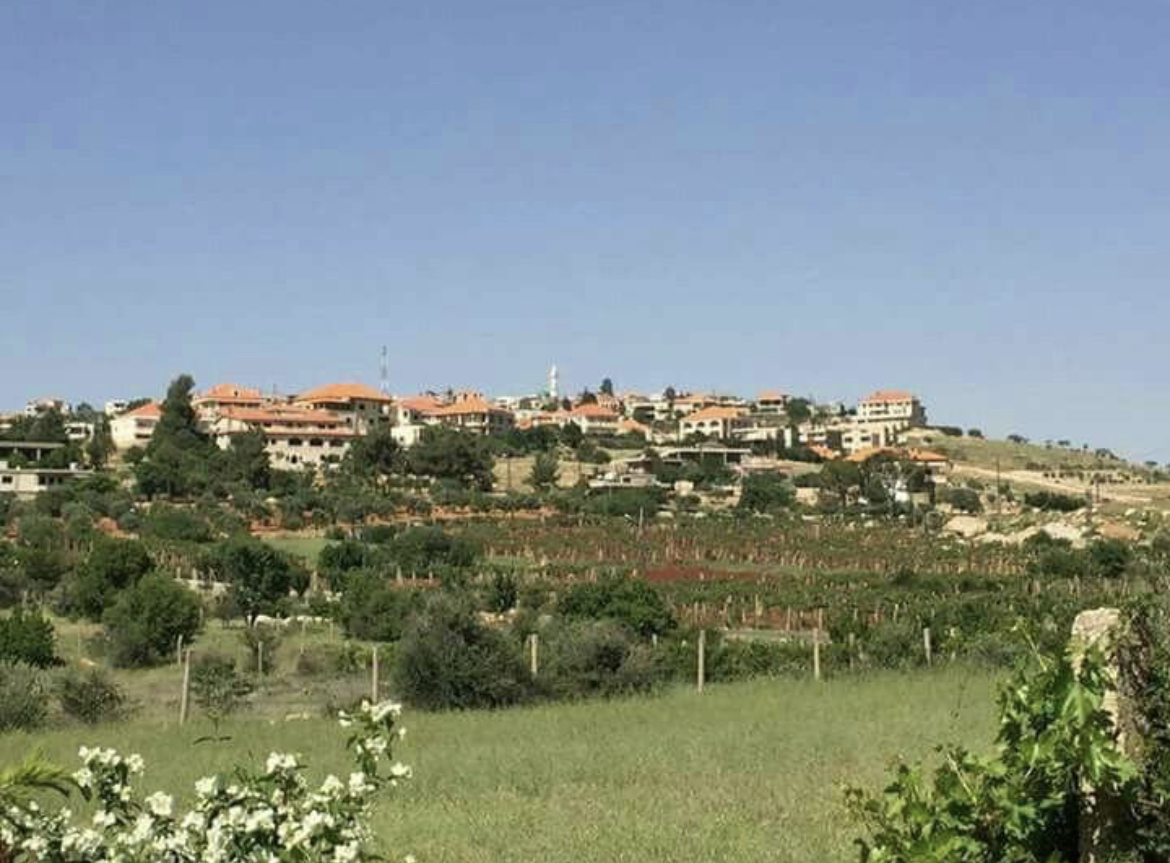

غالبية عائلات مدوخا من المسلمين السنة، بالإضافة إلي بعض العائلات من الشيعة، كما يوجد بالبلدة بعض العائلات من المسيحيين من طائفة الروم الكاثوليك والمارونية، وأهم اسماء العائلات المتواجدة هناك: الخطيب،المضاوي، جنبو، حجازي، الرفيع، محمد، برت، رحال، عثمان، القادري، الحايك، الحلبي، الباشا، عكروش، إبراهيم، اسماعيل، الغندور، درويش، جحا، النعساني، حراجي، الصباحي، الكردي، الباقوني، خرفان، ابو هبكل، دحسون، التراس، ياسين، خليل، عبدو، عبد الحميد، عبد الكريم، عساف، البيراني، برعط، شحبر، شمس، الحاج، حمود، جانبين، مرعي، موسى، النزالي، عمر، صوفان، ذبيان، يوسف وناصر.

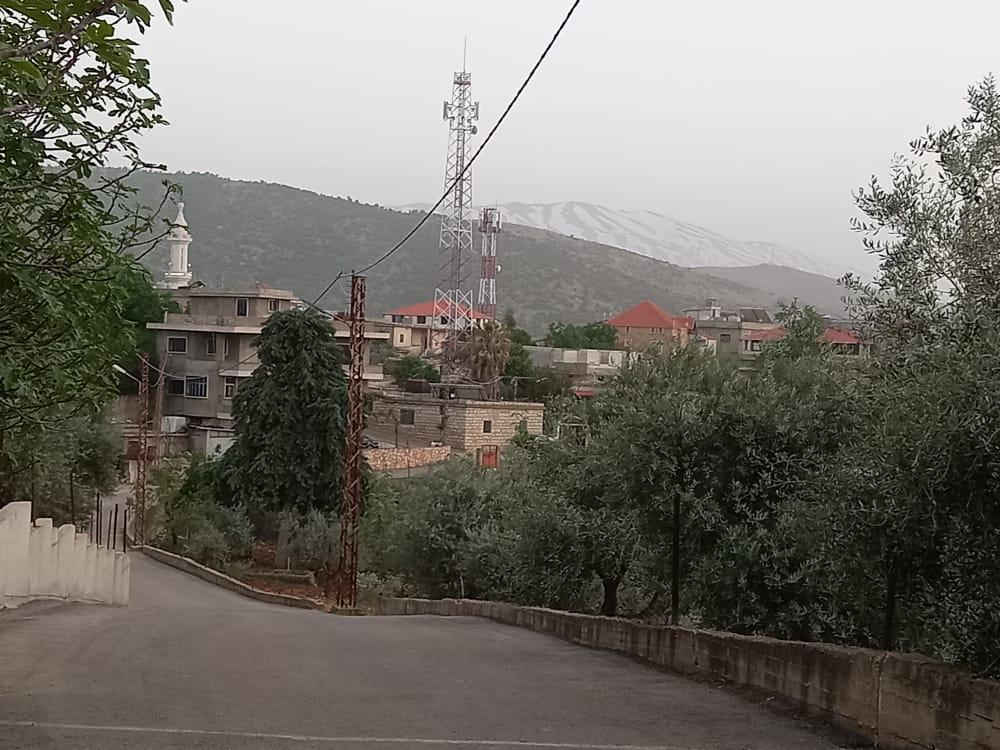

تم انشاء بلدية خاصة بالقرية عام 1964م بالقرار رقم (128) بتاريخ 31-1-1964م، وتم نشر القرار بالجريدة الرسمية بتاريخ 27-2-1964م، وقد جاء نص القرار في مادته الأولى: تنشأ في قرية مدوخا- قضاء راشيا بلدية جديدة تعرف باسم بلدية مدوخا قوامها ثمانية أعضاء.
من الأحداث المثيرة في بلدة مدوخا: العثور علي رفات ثلاثة مقاتلين فلسطينيين باللباس العسكري وبجوارهم أسلحتهم، يقال أنهم كانوا ضمن مجموعة نفذت عملية عسكرية ضد الأحتلال الاسرائيلي منذ (40) عامًا، وعثر أهالي البلدة علي الرفات عندما كانوا يحفرون مدفنًا لدفن احد مواطنيهم، وقد حضر فلي الموقع قوة من الجيش اللبناني والمخابرات والادلة الجنائية وطبيب شرعي ورئيس بلدية مدوخا مروان ذبيان للتحقيق في هذا الأمر.